# 格桑澤仁
格桑泽仁（藏語：བསྐལ་བཟང་ཚེ་རིང་，威利转写：bskal bzang tshe ring；1905年—1946年），汉名王天华，男，四川省雅州巴安司（今四川省甘孜藏族自治州巴塘县）人，中华民国政治活动家。

## 生平

### 早年经历
格桑泽仁于清朝光绪三十一年生于四川雅州巴安司。后来赵尔丰执掌川边，将巴安司改为巴安县，并在巴安县设立小学。格桑泽仁遂入巴安县立小学学习，因成绩优秀，不久便升入川滇边务大臣赵尔丰创办的巡警学堂，但还没有毕业，巡警学堂便因辛亥革命而停办，他转入巴安县华西学校学习。
民国九年（1920年），格桑泽仁到云南省昆明等地学习，提高了藏文与汉文的口语和写作能力。民国十五年（1926年），四川军阀刘成勋在四川雅安创办了西康陆军军官学校，格桑泽仁考入改校。不久，刘成勋在内战中失败，该校解散，格桑泽仁留居雅安。后来九世班禅额尔德尼派僧官贡登扎西考察西康，格桑泽仁自荐充任翻译。贡登扎西临别返回南京之际，将格桑泽仁推荐给国军第24军军长刘文辉，但格桑泽仁未能受到刘文辉重用。
后来格桑泽仁来到南京。贡登扎西通过九世班禅额尔德尼将格桑泽仁推荐到蒙藏委员会（委员长为马福祥）任藏文翻译。不久，考试院院长戴季陶将格桑泽仁推荐给中央，格桑泽仁于1928年夏被任命为蒙藏委员会委员兼藏事处处长，并兼任蒙藏委员会所办的《蒙藏周报》社副社长。
其间，格桑泽仁组织了“西康青年励志社”，以“互相勉励，互相提携，增进乡谊”为宗旨，鼓励西康青年到南京等地学习，并经戴季陶、马福祥等支持，在中央政治学校内增设了西藏康班，学生是从北平蒙藏学校、太原北方军官学校、东北讲武堂等校来的20多位西康青年。格桑泽仁任该班副主任。

### 巴安事变
此后，中国国民党中央党部任命格桑泽仁为党务特派员，回康区从事党务工作，以加强中央对康区的领导。民国二十年（1931年）九一八事变爆发，格桑泽仁作为康藏代表通电全中国，“敬希政府，正式宣战，宁为玉碎，不为瓦全”。民国二十一年（1932年）初，格桑泽仁从成都派人到康定筹备设立西康党务特派员驻康办事处，自己率领巴安籍的学员从云南返回家乡巴安，路经云南昆明时，受云南省政府主席龙云和云南省党政官员欢迎，并被龙云授“滇边宣慰使”职衔，获赠云南造单筒步枪100支及长波电台一部。格桑泽仁抵达巴安时，受到家乡民众热烈欢迎。
刘文辉对格桑泽仁的到来深以为忌，便在康定组织“反对格桑泽仁冒充康藏全权代表大同盟”，该大同盟指格桑泽仁冒充“康藏全权代表”，还在康定举行了游行，并致电南京国民政府各个部委以求支持，还派马泽昭、丁子沛作为“真正的民众代表”到南京告状。南京国民政府方面对此未予理睬，并任命格桑泽仁为国民政府参议。同时，刘文辉所属的第24军驻巴安县的军官也恶语中伤格桑泽仁。格桑泽仁在巴安难以开展党务工作，地方乡绅还向他申诉当地驻军恶行，中央所派官员也遭枪杀。巴安县僧俗民人向南京国民政府告状称，
康民受川藏夹压，无可申诉，幸蒙中央委格桑泽仁回康办党，唤醒康人。乃驻康旅长马啸不协力御藏，反压迫西康，并迭令僧等严防格桑，不准入康。僧等以中央大员衔命回康，未敢擅阻，讵驻巴军队竟将党部干事戴良晞要路枪杀，围攻党部。僧民等为拥护中央命令，自卫自决。
同时获得中央、龙云及西康地方势力支持的格桑泽仁提出了“康人治康”，并宣布了五条政纲：
1. 实行地方自治；
2. 主张民族平等；
3. 废除乌拉制度；
4. 改进耕作技术；
5. 发展文教事业。

格桑泽仁还乘军阀混战，藏军又占领甘孜、瞻化等地尚未撤离，刘文辉腹背受敌之际，强缴巴安县驻军第42团的武器，成立了“西康边防司令部”，即西康民族自卫军，格桑泽仁任司令。他还将巴安县的街道更名为“博爱街”、“中山街”、“平等街”、“自由街”等，并任命了巴安县、得荣县等县县长，史称“巴安事变”。
此外，格桑泽仁命令盐井的贡嘎喇嘛缴交第42团驻盐井部的武器。但贡嘎喇嘛拒绝将所缴武器运交巴安县。格桑泽仁率军征讨贡嘎喇嘛，贡噶喇嘛遂聯合西藏噶厦，和藏军共同进攻巴安民军，并包围巴安县县城。格桑泽仁指挥巴安县军民长期开展巴安保卫战，使藏军未能攻破巴安县。在战事胶着之际，格桑泽仁曾急电南京国民政府主席林森、国民政府军事委员会委员长蒋介石等人，电文中称，
窃鞑赖自清末以来，即与英帝国主义密切勾结，逐我驻藏边陆两军，占我西康二十二县。凡有倾心内向不忘祖者，辄遭杀逐，如藏王丁吉冷之被绞，班禅活佛之被逐，色拉寺三十六名喇嘛永远禁锢，皆荦荦大者，其余僧民之横遭惨杀者，尤指不胜屈。
今之藏印交通则铁道汽车正从事双线建筑，我则无论由川、滇、青、蒙、新任何方面进藏，均以牛马输运，而又受其种种无理之限制，以致边藏交通断绝。商业则以英印过剩货物普遍畅销于康藏，以吸收康藏各项原料，以致西康之康定、云南之阿墩、青海之界谷各商场，一落千丈。教育则英藏文合编之教科书，所在皆是，不许偶用汉文汉语。军事则由西人直接训练，虽及衣履之微，咸取英制，而武器等项更不待言。其包藏祸心，由来已久。民十七经中央派员宣慰，鞑赖虽派代表驻京，而侵略野心，毫不稍戢。故去年大白两寺争产私斗，竟妄动干戈占我甘瞻，中央宽大为怀，派人调解，犹复狡诈百出，抗不交还。

今年巴安二·二六党军冲突，即乘机百端联络，欲假道攻炉，以遂其吞并西康之阴谋，实行其大西藏国之迷梦。故威胁利诱，无所不用其极。泽仁以巴安关系国防，本阋墙御侮之义，严词拒绝。彼计不得逞，竟于五月巧日，令伪前敌指挥西哇冷巴，率军四千余人，猛袭巴安，经泽仁率军民设伏腰击，予以重创。乃移北路主力，大举反攻，欲突破南路，以抄袭北路川军之后，经泽仁抵抗两月余，大小血战九次，始将顽敌击退，曾电呈在案。惟数月以来，军民虽忠义愤发，再接再厉，而孤军无援，终有力竭声嘶，弹尽粮绝之一日，谨恳我中央政府速于援助，俾西陲边防，不致沦为东北之续。
国民政府参谋部回电格桑泽仁称，
所呈各节不为无见，且以地方之力捍卫孤城，抗敌抚民，绥靖边疆，借纾中央西顾之忧，殊深嘉慰。……仍盼以本党立场国家观念，在刘总指挥指导之下努力奋斗，为西康改革之先驱。
格桑泽仁和藏军战斗之时，刘文辉调第24军马成龙团到巴安县进行弹压。马成龙团到达巴安县后，首先击败了藏军，藏军撤退。其后，马成龙团迫使巴安民军上缴武器，并捕杀了几位格桑泽仁手下干部。格桑泽仁在此之前便潜往农村，躲过一劫，此后经云南返回南京。至此，巴安事变以格桑泽仁失败，藏军溃退回金沙江以西，刘文辉继续统治巴安县而告终。

### 南京、重庆、西康
1932年10月，回到南京之后的格桑泽仁仍任蒙藏委员会委员兼《蒙藏周报》社副社长等职务。他募资购置了巨幅释迦牟尼像，赠给了巴安县丁宁寺（后称康宁寺），并将一些物品送给家乡。
1934年夏，他奉蒙藏委员会及参谋本部会派，到甘肃省、寧夏省、青海省视察蒙藏区域。
抗日战争爆发后，他在抗日战争期间曾任国民政府军事委员会中将参议。民国二十七年（1938年），格桑泽仁和在重庆的康藏人士青攘呼图克图、国民政府女官员刘曼卿等人发起成立了“康藏民众抗敌赴难宣传团”、“西康民众慰劳前线将士代表团”，到各战区宣传以及慰劳前线将士。民国二十八年（1939年），格桑泽仁在重庆同巴安籍人士成立“东隆会”（该会得名于巴安县城东的东隆山），该会的宗旨是团结西康的青年，促进西康地区的建设，格桑泽仁任会长。
民国三十年（1941年），格桑泽仁和妻子巴月照等人自重庆经云南回家乡巴安县，受到巴安各界欢迎。此前，格桑泽仁在重庆同刘文辉进行了谈判，以“国难当头，应团结对敌”，消除了双方一切隔阂。民国三十一年（1942年），格桑泽仁在龙王潭建抗战建国纪念塔，该塔成为藏族地区第一座也是唯一一座抗日战争纪念建筑。不久，康藏贸易公司在康定成立，格桑泽仁任董事长兼总经理。
民国三十二年（1943年），格桑泽仁从巴安来到康定，受到各界欢迎。在康定，他和西康省政府高级官员间加强交往，比如举办了酒会，和邦达昌等康藏大商人宴请了西康省政府主席刘文辉等；他一度主持康藏贸易公司日常工作；他多次发表促进民族团结的演讲，演讲内容被整理为《民族团结的交响曲》一文，刊登在《西康日报》；他还参加了西康省运动会，获步枪射击比赛第一名。民国三十三年（1944年），国民政府主席以格桑泽仁“功勋卓著”，特授予他一枚金质勋章。民国三十四年（1945年），格桑泽仁因肺病而请假，到四川省灌县二王庙养病。1945年，他任国民参政会参政员。 1945年5月，他任中国国民党第六届中央监察委员。
民国三十五年（1946年），格桑泽仁病逝，终年42岁。国民政府在重庆召开追悼大会，并予国葬，蒋介石手书“勤贤足示”白色绸布挽联。
　　

## 著作
- 《边人刍言》
- 《康藏最近之情形》
- 《西康改省之计划》
- 《康藏概况报告》
- 《西陲佛教概况》
- 《新康藏歌》
- 《巴塘月令曲》

## 家庭
- 父：王兴海，曾任巴安保正
- 母：竹玛娜姆
- 妻：巴月照